# Panops austrae
Panops austrae är en tvåvingeart som beskrevs av Arturs Neboiss 1971. Panops austrae ingår i släktet Panops och familjen kulflugor. Inga underarter finns listade i Catalogue of Life.